# Paremia prawnicza
Paremia prawnicza – krótka sentencja (zasada, maksyma), sformułowana najczęściej przez jurystę będącego uznanym autorytetem prawniczym (z reguły jurystę starożytnego Rzymu), wyrażająca w przystępny sposób fundamentalną zasadę prawną.
Zaletą jest ich uniwersalność, zrozumiałość dla prawników niezależnie od języka ojczystego. Prawnicy współcześnie chętnie sięgają do paremii, stanowią one też częsty element retoryki prawniczej.

## A
Ab inito semper nullum. – (Co jest) od początku nieważne, zawsze (jest) nieważne
Absolutus sententia iudicis praesumitur innocens - Uwolniony na mocy wyroku sądowego uchodzi za niewinnego
Accessio cedit principali. – rzecz przyłączona dzieli los rzeczy głównej
Accusare nemo se debet. – nikt nie musi oskarżać siebie samego; nie można nikogo przymuszać do zeznawania przeciwko sobie
Acta publica probant se ipsa. – Dokumenty urzędowe świadczą same za siebie
Actor sequitur forum rei. – powód udaje się do sądu pozwanego; zasada określająca właściwość miejscową sądu
Actori incumbit probatio. – na powodzie spoczywa ciężar dowodu
Actus, omissa forma legis, corruit. – nieważna jest czynność prawna z pominięciem jej formy lub – czynność prawna dokonana z naruszeniem przypisanej prawem formy jest nieważna
Actus hominis, non dignitas iudicetur. – sądzone będą czyny ludzkie, nie piastowane godności
Actus simulatus nullius est momenti. – czynność prawna pozorna jest nieważna
Adoptio naturam imitatur. – adopcja imituje naturę; poprzez adopcję dziecko powinno nabyć takie same prawa, jak rodzone dziecko adoptujących
Advocatorum error litigatoribus non noceat. – błąd adwokatów niech nie szkodzi stronom
Aequitas sequitur legem. – słuszność idzie za prawem
Agere non valenti non currit praescriptio. – przedawnienie nie biegnie względem tego, kto jest niezdolny do dochodzenia swych roszczeń przed sądem
Alienius dolus nocere alteri non debet. – nikogo nie powinien obciążać cudzy podstęp
Ambulatoria est voluntas testatoris usque ad mortem. – wola spadkodawcy może być zmieniona aż do śmierci
Audiatur et altera pars. (też jako Audi alteram partem) – należy wysłuchać także drugiej strony

## B
Benignius leges interpretandae sunt, quo voluntas earum conservetur. – ustawy są właściwiej interpretowane, gdy zachowuje się ich ducha
Bis de eadem re agere non licet. - Nie można się procesować dwa razy o to samo.
Bis de eadem re ne sit actio. – w tej samej sprawie nie przysługuje ponowne powództwo; powaga rzeczy osądzonej – res iudicata (por. ne bis in idem)

## C
Casum sentit dominus. – właściciel rzeczy ponosi skutki zdarzenia przypadkowego, powodującego uszkodzenie lub zniszczenie rzeczy
Cedant arma togae. – niech oręż ustąpi przed togą
Cessante ratione legis cessat et lex ipsa. – gdy ustaje przyczyna, dla której wydano ustawę, traci moc i sama ustawa
Clara non sunt interpretanda. – jasne nie wymaga interpretacji
Cogitationis poenam nemo patitur. – nikt nie ponosi kary za myślenie
Commodum eius esse debet, cuius est periculum. – korzyść musi przypadać temu, kto ponosi ryzyko
Confessio est regina probationum. – przyznanie się jest królową dowodów
Confessus pro iudicato est. – ten, kto przyznał się do winy, jest jak osądzony
Consuetudo pro lege servatur. – zwyczaj jest traktowany jako prawo
Contra scriptum testimonium non scriptum non profertur. – przeciw dokumentowi dowód niepisany jest niedopuszczalny
Conventio omnis intellegitur rebus sic stantibus. – każda umowa jest pojmowana jako obowiązująca tylko w danych, oznaczonych warunkach
Crimen grave non potest esse impunibile. – ciężkie przestępstwo nie może uchodzić bezkarnie
Culpa est immiscere se rei ad se non pertinenti. – winą jest mieszanie się do rzeczy, które nas nie dotyczą

## D
Da mihi factum, dabo tibi ius. – podaj mi fakty, a podam ci prawo; podstawowe określenie relacji między stroną postępowania sądowego a sądem; por. Facta probantur, iura novit curia
Delicta parentum liberis non nocent. – przestępstwa rodziców nie szkodzą dzieciom
Diei adiectio pro reo est, non pro stipulatore. – oznaczenie terminu następuje w interesie dłużnika, a nie wierzyciela
Dies interpellat pro homine. – termin wzywa za człowieka
Dolus semper praestatur – za podstęp zawsze się odpowiada
Dormiunt aliquando leges, numquam moriuntur. – ustawy niekiedy drzemią, a nigdy nie umierają
Dura lex, sed lex. – twarde prawo, ale prawo
Damnum aut casu fit aut culpa. – szkoda powstaje albo ze zdarzenia przypadkowego, albo na skutek przewinienia

## E
Ei incumbit probatio, qui dicit, non ei, qui negat. – ciężar dowodowy (onus probandi) spoczywa na tym, kto twierdzi, a nie na tym, kto zaprzecza
Eius est nolle, qui potest velle. – ten tylko może nie chcieć, kto może chcieć
Eius est tollere legem, cuius est condere – ten może znieść ustawę, kto może ją ustanowić
Et non facere, facere est. – powstrzymywanie się od działania jest także działaniem
Excipiendo reus fit actor. – w zarzucie pozwany staje się powodem, teraz musi udowodnić ten fakt
Ex his, quae forte uno aliquo casu accidere possunt, iura non constituuntur. – praw nie ustanawia się dla przypadków, które mogą się zdarzyć tylko raz

## F
Facta probantur, iura novit curia. – okoliczności faktyczne należy udowodnić, a prawo sąd zna
Factum executoris factum partis. – czynność przedstawiciela jest czynnością strony
Fatetur facinus, qui iudicium fugit. – przyznaje się do przestępstwa ten, kto unika sądu
Fiat iustitia, pereat mundus. – sprawiedliwości musi się stać zadość, choćby miał zginąć świat - przypisywane świętemu Augustynowi albo cesarzowi Ferdynandowi I
Fraus est fraudem celāre. – oszustwem jest ukrywać oszustwo
Fur est qui dolo malo rem alienam contrectat. – złodziejem jest ten, kto w złym zamiarze zagarnie cudzą rzecz
Fur semper moram facere videtur. – złodziej zawsze pozostaje w zwłoce

## G
Genus perire non censetur. – uważa się, że gatunek nie ginie

## H
Hereditas nihil aliud est, quam successio in universum ius, quod defunctus habuerit. – spadek nie jest niczym innym, jak wejściem w ogół spraw zmarłego
Hominem causa omne ius constitutum sit. – wszelkie prawo winno być stanowione ze względu na człowieka

## I
Ignorantia iuris nocet. – nieznajomość prawa szkodzi
Ignorantia iuris nocet, ignorantia facti non nocet. – nieznajomość prawa szkodzi, nieznajomość faktu nie szkodzi
Ignorantia legis neminem excusat. – nieznajomość prawa/ustawy nikogo nie usprawiedliwia
Ignorantia legis non excusat. – nieznajomość prawa/ustawy nie jest wytłumaczeniem
Imperitia culpae adnumeratur. – brak doświadczenia zalicza się do winy
Impossibilium nulla obligatio est. – nikt nie jest zobowiązany do rzeczy niemożliwych
Incivile est nisi tota lege perspecta una aliqua particula eius proposita iudicare vel respondere. – Nieprawidłowe jest wydawanie wyroku lub opinii prawnej bez uwzględnienia całości ustawy, na podstawie jednego jej fragmentu.
Invitus nemo rem cogitur defendere. – nikogo nie zmusza się do obrony rzeczy wbrew jego woli
In dubio pro reo. – wątpliwości należy rozstrzygać na korzyść oskarżonego; zasada powiązana z domniemaniem niewinności
In maleficiis voluntas spectatur non exitus. – przy przestępstwach bierze się w rachubę chęć, nie wynik
Inter arma silent leges. – podczas wojny milczą prawa
Is damnum dat, qui iubet dare – ten wyrządza szkodę, kto rozkazuje ją czynić
Is fecit, cui prodest. – uczynił ten, komu przyniosło to korzyść
Iura novit curia. – sąd zna prawo
Iuris praecepta sunt haec: honeste vivere, alterum non laedere, suum cuique tribuere. – nakazy prawa są następujące: żyć uczciwie, drugiemu nie szkodzić, każdemu oddać, co mu się należy
Ius civile vigilantibus scriptum est. – prawo cywilne jest tworzone dla osób starannych
Ius est ars boni et aequi. – prawo jest sztuką tego, co dobre i słuszne
Ius publicum privatorum pactis mutari non potest. – prawo publiczne nie może być zmieniane umowami osób prywatnych
Iustitia est constans et perpetua voluntas ius suum cuique tribuendi. – sprawiedliwość jest stałą i niezmienną wolą przyznania każdemu należnego mu prawa
In toto et pars continetur. – w całości i część jest zawarta
Id, quod nostrum est, sine facto nostro ad alium transferri non potest. – to, co jest nasze, bez naszego działania nie może zostać przeniesione na kogoś innego
Indivisa est causa pignoris. – podstawa zastawu jest niepodzielna
In dubiis benigniora praeferenda sunt. – w przypadku wątpliwości wybiera się życzliwsze rozwiązanie
Iniuriam qui facturus est, iam facit. – kto ma zamiar wyrządzić krzywdę, już ją wyrządza
In legibus fundamentum rei publicae. – fundament republiki tkwi w ustawach
In pari causa melior est condicio possidentis - w równej sytuacji lepsze jest stanowisko posiadającego
In poenalibus causis benignius interpretandum est. – w sprawach karnych należy stosować łagodniejszą interpretację
In testamentis plenius voluntates testantium interpretamur. – wykładnia testamentów opiera się na wnikliwym badaniu woli testatorów

## L
Lege non distinguente nec nostrum est distinguere. – tam, gdzie ustawa nie rozróżnia, nie naszą jest rzeczą wprowadzać rozróżnienie
Leges ab omnibus intellegi debent. – ustawy powinny być zrozumiałe dla wszystkich
Lex est, quod populus iubet atque constituit. – ustawą jest to, co lud nakazuje i ustanawia
Lex iubeat non disputat. – prawo nakazuje, a nie dyskutuje
Lex lege tollitur. -  ustawę uchyla ustawa
Lex posterior derogat legi priori. – ustawa późniejsza uchyla ustawę wcześniejszą
Lex posterior generalis non derogat legi anteriori speciali. – ustawa późniejsza o charakterze ogólnym nie uchyla wcześniejszej ustawy szczególnej
Lex prospicit, non respicit. – ustawa patrzy naprzód, a nie wstecz
Lex retro non agit. – prawo nie działa wstecz
Lex severior retro non agit. – prawo surowsze nie działa wstecz
Lex specialis derogat legi generali. – ustawa szczegółowa uchyla ustawę ogólną
Lex superior derogat legi inferiori. – ustawa wyższa rangą uchyla ustawę o niższej randze
Locus regit actum. – miejsce rządzi czynnością prawną
Leges salutem civitatis saluti singulorum anteponunt. – ustawy przekładają dobro państwa nad dobro jednostki
Legum ministri magistratus legum interpretes iudicies. – urzędnicy są sługami prawa, a sędziowie jego tłumaczami
Lex iubet ea, quae facienda sunt, prohibetque contraria. – prawo nakazuje to, co należy czynić i zakazuje rzeczy przeciwnych

## M
Magna neglegentia culpa est, magna culpa dolus est - wielkie niedbalstwo jest winą, wielka wina jest podstępem (działaniem umyślnym).
Mala fides superveniens non nocet. – późniejsza zła wiara nie szkodzi
Male nostro iure uti non debemus. – nie powinniśmy źle korzystać z naszych praw
Manifestum non eget probatione. – to, co oczywiste, nie wymaga dowodu
Mater semper certa est, pater est, quem nuptiae demonstrant. – matka zawsze jest znana, ojcem jest ten, na kogo wskazuje związek małżeński; zasada domniemania ojcostwa męża matki
Minime sunt mutanda, quae interpretationem certam semper habuerunt. – jak najmniej należy zmieniać to, co zawsze miało jednoznaczną interpretację
Mora trahit periculum. – zwłoka pociąga za sobą ryzyko

## N
Nam hoc natura aequum est neminem cum alterius detrimento fieri lucupletiorem. – albowiem słuszne jest z natury, aby nikt się nie bogacił ze szkodą drugiego
Nasciturus pro iam nato habetur quotiens de commodis eius agitur. – dziecko poczęte, ale jeszcze nie narodzone (nasciturus) uważa się za już narodzone, wtedy gdy chodzi o jego korzyść
Ne bis de eadem re sit actio. – aby nie było ponownego postępowania w tej samej sprawie
Ne bis in idem. – nie dwa razy za to samo; zakaz powtórnego karania za ten sam czyn; nie można karać dwa razy za to samo (por. bis de eadem re ne sit actio)
Ne eat iudex ultra petita partium. – niech sędzia nie wychodzi ponad żądanie stron
Ne quis absens puniatur. – nieobecny niech nie będzie karany
Necessitas frangit legem. – konieczność łamie prawo
Neglegentia culpa est. – zaniedbanie jest winą
Neminem captivabimus nisi iure victum. – nikogo nie uwięzimy, o ile nie zostanie pokonany prawem
Nemo auditur propriam turpitudinem allegans. – powołujący się na własny występek nie będzie wysłuchany
Nemo de domo sua extrahi debet. – nikogo z własnego domu nie można zabierać siłą
Nemo de domo sua extrahi potest. – nikt nie może być wyrzucony ze swojego domu
Nemo ex suo delicto meliorem nam condicionem facere potest. – nikt nie może polepszyć swojej sytuacji w wyniku własnego czynu bezprawnego
Nemo iudex idoneus in propria causa. – nikt nie powinien być sędzią w swojej sprawie
Nemo iudex in causa sua. – nikt nie może być sędzią we własnej sprawie
Nemo plus iuris ad alium transferre potest quam ipse habet. – nikt nie może przenieść na drugą osobę więcej praw, aniżeli sam posiada.
Nemo pro parte testatus, pro parte intestatus decedere potest – nikt nie może pozostawić dziedziców częściowo testamentowych, częściowo ustawowych
Nemo prudens punit, quia peccatum est, sed ne peccetur. – nikt rozumny nie karze dlatego, że popełniono przewinienie, lecz dlatego, by nie popełniano
Nemo sibi ipse causam possessionis mutare potest. – nikt nie może sam sobie zmienić podstawy posiadania
Nemo testis idoneus in propria causa. – nikt nie powinien być świadkiem we własnej sprawie.
Nihil probat, qui nimium probat. – niczego nie dowodzi ten, kto dowodzi zbyt wiele
Nomina ipso iure divisa. - zobowiązania dzielą się z mocy prawa
Non ex regula ius sumatur, sed ex iure quod est regula fiat. – reguły nie tworzą prawa, lecz się z niego wywodzą
Non exemplis, sed legibus iudicandum est. – należy orzekać na podstawie ustaw, a nie naśladować wcześniejsze rozstrzygnięcia
Non numeranda, sed ponderanda sunt argumenta. – argumenty należy oceniać nie według liczby, ale znaczenia
Non omne quod licet honestum est. – nie wszystko, co dozwolone, jest uczciwe
Non omnis vox iudicis iudicati continet auctoritatem. – nie każda wypowiedź sędziego ma moc wyroku
Novus rex, nova lex. – nowy król, nowe prawo
Nulla poena sine lege. – nie ma kary bez ustawy, nie można stosować kary, która nie była przewidziana przez prawo w momencie popełniania przestępstwa
Nulla voluntas errantis est. – kto jest w błędzie, nie wyraża swojej woli
Nulli res sua servit. – nie można mieć służebności na własnej rzeczy
Nullum crimen sine damno sociali magis quam minimo. – nie ma przestępstwa bez społecznej szkodliwości w stopniu większym od znikomego.
Nullum crimen sine lege. – nie ma przestępstwa bez ustawy, nie można karać za czyn, który nie był zabroniony w momencie jego popełniania
Nullus idoneus testis in re sua intellegitur. – nikt nie może być wiarygodnym świadkiem we własnej sprawie
Nullus videtur dolo facere, qui iure suo utitur. – nie uważa się, aby postępował podstępnie ten, kto wykonuje swoje uprawnienia
Nuptias non concubitus, sed consensus facit. – nie fakt współżycia, ale porozumienie czyni małżeństwo
Ne impediatur legatio. – posłowie niech będą uważani za świętych
Nemo non benignus est sui iudex. – nikt nie jest dla siebie nieprzychylnym sędzią
Nemo pro parte testatus, pro parte intestatus decedere potest. – nikt nie może umrzeć (częściowo) z testamentem i częściowo bez testamentu
Nihil consensui tam contrarium est, quam vis atque metus. – nic nie jest tak bardzo przeciwne zgodzie jak siła i strach

## O
Obligatio est iuris vinculum. – zobowiązanie tworzy więź prawną
Omnis definitio in iure civili periculosa est, parum est enim, ut non subverti potest. – wszelka definicja w prawie cywilnym jest ryzykowna, rzadko bowiem zdarza się, by nie można było jej wywrócić
Optima est legum interpres consuetudo. – zwyczaj jest najlepszą wykładnią prawa

## P
Pacta sunt servanda. – umów należy dotrzymywać
Placuit in omnibus rebus praecipuam esse iustitiae aequitatisque quam stricti iuris rationem. – we wszystkich sprawach powinna mieć pierwszeństwo zasada sprawiedliwości i słuszności nad zasadą ścisłego prawa
Plus valet quod actum quam quod simulatum. – większe znaczenie ma czynność dokonana faktycznie niż symulowana
Princeps legibus solutus. – panujący nie podlega prawom
Prior tempore potior iure. – pierwszy w czasie, lepszy prawem
Prohibenda est ira in puniendo. – przy wymierzaniu kary nie wolno kierować się gniewem
Prius quam exaudias, ne iudices. – nie sądź, zanim wysłuchasz
Per non est. – nie wolno jest interpretować przepisów prawnych tak, by pewne ich fragmenty okazały się zbędne
Privatorum conventio iuri publico non derogat. – umowa prywatna nie uchyla prawa publicznego
Publicum ius est quod ad statum rei Romanae spectat, ius privatum est quod ad singulorum utilitatem. – prawem publicznym jest prawo odnoszące się do interesu państwa, a prawem prywatnym prawo dotyczące korzyści poszczególnych jednostek

## Q
Qui curat, non curatur. – kto sam podlega opiece, nie może jej sprawować nad inną osobą
Quid leges sine moribus? – cóż znaczą ustawy bez obyczajów
Qui iure suo utitur, neminem laedit. – kto nie przekracza przysługującego mu prawa, nie narusza praw drugiego
Qui munus publice mandatum accepta pecunia reperunt, crimine repetundarum postulantur. – dopuszcza się zdzierstwa ten, kto sprawując funkcję publiczną, przyjmuje pieniądze od zainteresowanych
Qui non facit quod facere debet, videtur facere adversarus ea, quia non facit. – jeżeli ktoś nie czyni tego, co czynić powinien, uważa się, że czyni przeciwnie, ponieważ nie czyni
Qui tacet consentire videtur si loqui debuisset ac potuisset. – kto milczy, okazuje zgodę, jeśli powinien i mógł mówić; zasada domniemania zgody w sytuacjach, w których można od kogoś oczekiwać zajęcia stanowiska
Quod ab initio est vitiosum, non potest tractu temporis convalescere. – to, co od początku jest wadliwe, nie może być uzdrowione z upływem czasu
Quot generationes tot gradus. – ile urodzeń, tyle stopni
Quod attinet ad ius civile, servi pro nullis habentur. - co dotyczy prawa cywilnego, niewolnicy uważani są za nic

## R
Ratio est anima legis. – sens ustawy jest jej duszą
Reformatio in peius iudici appellato non licet. – sędziemu apelacyjnemu nie wolno zmieniać wyroku na niekorzyść odwołującego się
Res ipsa loquitur. – rzecz mówi sama za siebie
Res iudicata pro veritate accipitur. – prawomocny wyrok przyjmuje się jako prawdę
Res nullius cedit primo occupanti. – rzecz niczyja przypada temu, kto pierwszy ją objął w posiadanie
Reus excipiendo fit actor. – pozwany staje się powodem przez podniesienie zarzutu
Res est in iudicium deducta, lis pendet. – sprawa została doprowadzona do sądu, spór waży się (stan zawisłości sporu, zakaz kierowania sprawy do innego rozstrzygnięcia w tym czasie)
Regula est, quae rem quae est breviter enarrat. – regułą jest zwięzłe wyjaśnienie istoty rzeczy
Reo negante actori incumbit probatio. – kiedy pozwany przeczy, udowodnienie należy do powoda

## S
Salus populi suprema lex esto. – dobro ludu powinno być najwyższym prawem
Salus rei publicae suprema lex esto. – dobro publiczne winno być najwyższym prawem
Sancti habeantur legati. – posłów należy traktować jak nietykalnych
Satius enim esse impunitum relinqui facinus nicentis quam innocentem damnari. – lepiej pozostawić bezkarnym występek złoczyńcy, niż skazać niewinnego
Scire leges non hoc est verba earum tenere, sed vim ac potestatem. – znać ustawy, to nie znaczy trzymać się ich słów, lecz rozumieć ich sens i znaczenie
Semel heres semper heres. – kto raz zostanie dziedzicem, zostaje nim na zawsze
Sententia facit ius inter partes. – wyrok tworzy prawo między stronami
Separata esse debet possessio a prioprietate. – posiadanie winno być odróżnione od własności
Servitutibus civiliter utendum est. – służebność należy wykonywać w sposób oględny, najmniej uciążliwy dla właściciela
Si in ius vocat, ito! – jeżeli zostałeś wezwany przed sąd, idź
Si quid universitati debetur, singulis non debetur, nec quod debet universitas, singuli debent. – jeśli jest się coś dłużnym stowarzyszeniu, to nie pojedynczym członkom, a dług stowarzyszenia nie jest długiem pojedynczych członków
Species perit ei, cui debetur. – rzecz oznaczona indywidualnie przepada temu, komu się należy
Summum ius summa iniuria. – najwyższe prawo może stać się najwyższym bezprawiem
Superficies solo cedit. – to, co jest na powierzchni, przypada gruntowi
Semper specialia generalibus insunt. – zawsze szczegóły mieszczą się w ogółach
Societas delinquere non potest – spółka nie może popełniać przestępstw

## T
Tempus regit actum. – czas rządzi czynnością prawną
Testes estote! – bądźcie świadkami
Testis unus, testis nullus. – jeden świadek, żaden świadek

## U
Ubi eadem legis ratio, ibi eadem legis dispositio. – przy takim samym sensie ustawy, takie same postanowienia ustawy
Ubi lex, ibi poena. – gdzie prawo, tam kara
Ubi societas, ibi ius. – gdzie społeczeństwo, tam prawo
Usus est unus legum corrector. – zwyczaj jest jedynym korektorem prawa
Ubi ius, ibi onus. – gdzie prawo, tam obowiązek
Ubi ius, ibi remedium. – gdzie prawo, tam lekarstwo
Ubi ius incertum, ibi ius nullum. – gdzie prawo niepewne, tam nie ma prawa
Ubi periculum, ibi lucrum. – gdzie niebezpieczeństwo, tam zysk

## V
Verba docent, exempla trahunt - słowa uczą, przykłady pociągają
Venire contra factum proprium nemini licet. – nie wolno występować przeciwko temu, co wynika z własnych czynów
Videant consules, ne quid detrimenti res publica capiat. – niechaj konsulowie baczą, aby państwo nie poniosło jakiegoś uszczerbku
Vim vi defendere omnes leges omniaque iura permittut. – wszystkie ustawy i wszystkie prawa pozwalają bronić się przed siłą przy pomocy siły
Vim vi repellere licet. – siłę wolno odeprzeć siłą
Volenti non fit iniuria. – chcącemu nie dzieje się krzywda (z Ulpiana)